# العلاقات البليزية التشادية
العلاقات البليزية التشادية هي العلاقات الثنائية التي تجمع بين بليز وتشاد.

## مقارنة بين البلدين
هذه مقارنة عامة ومرجعية للدولتين:
| وجه المقارنة                                              | بليز         | تشاد                      |
| --------------------------------------------------------- | ------------ | ------------------------- |
| المساحة (كم2)                                             | 22.97 ألف    | 1.28 مليون                |
| عدد السكان (نسمة)                                         | 374.68 ألف   | 15.23 مليون               |
| الكثافة السكانية (ن./كم²)                                 | 16.31        | 11.9                      |
| العاصمة                                                   | بلموبان      | انجمينا                   |
| اللغة الرسمية                                             | لغة إنجليزية | لغة فرنسية، اللغة العربية |
| العملة                                                    | دولار بليزي  | فرنك وسط أفريقي           |
| الناتج المحلي الإجمالي (بليون دولار)                      | 1.84 مليار   | 9.98 مليار                |
| الناتج المحلي الإجمالي (تعادل القوة الشرائية) بليون دولار | 3.05 مليار   | 30.54 مليار               |
| الناتج المحلي الإجمالي الاسمي للفرد دولار أمريكي          | 4.88 ألف     | 775                       |
| الناتج المحلي الإجمالي للفرد دولار أمريكي                 | 8.42 ألف     | 2.18 ألف                  |
| مؤشر التنمية البشرية                                      | 0.715        | 0.392                     |
| رمز المكالمات الدولي                                      | +501         | +235                      |
| رمز الإنترنت                                              | .bz          | .td                       |
| المنطقة الزمنية                                           | 00           | ت ع م+01:00               |

## منظمات دولية مشتركة
يشترك البلدان في عضوية مجموعة من المنظمات الدولية، منها:
| علم المنظمة | اسم المنظمة                                 | تاريخ انضمام بليز | تاريخ انضمام تشاد |
| ----------- | ------------------------------------------- | ----------------- | ----------------- |
|             | وكالة ضمان الاستثمار متعدد الأطراف          | 29 يونيو 1992     | 11 يونيو 2002     |
|             | منظمة الشرطة الجنائية الدولية               | ?                 | ?                 |
|             | مجموعة دول أفريقيا والكاريبي والمحيط الهادئ | ?                 | ?                 |
|             | منظمة حظر الأسلحة الكيميائية                | ?                 | ?                 |
|             | منظمة التجارة العالمية                      | ?                 | ?                 |
|             | البنك الدولي للإنشاء والتعمير               | 19 مارس 1982      | 10 يوليو 1963     |
|             | الأمم المتحدة                               | 25 سبتمبر 1981    | 20 سبتمبر 1960    |
|             | مؤسسة التمويل الدولية                       | 19 مارس 1982      | 2 أبريل 1998      |
|             | يونسكو                                      | 10 مايو 1982      | 19 ديسمبر 1960    |
|             | مؤسسة التنمية الدولية                       | 19 مارس 1982      | 7 نوفمبر 1963     |
|             | الاتحاد البريدي العالمي                     | ?                 | ?                 |
|             | الاتحاد الدولي للاتصالات                    | 16 ديسمبر 1981    | 25 نوفمبر 1960    |

## وصلات خارجية
- موقع وزارة الخارجية البليزية